# Хахве
Хахве (кор. 안동하회마을) — традиционная корейская деревня времён династии Чосон, расположенная в Республике Корея  около города Андон, Кёнсан-Пукто. Основана в XVI веке. 
Деревня является важной частью наследия корейской культуры, сохраняя архитектурный стиль периода Чосон, фольклор, ценные книги и старые традиции корейских клановых деревень (обряды, танцы в масках и так далее).
Деревня Хахве построена в соответствии с принципами фэншуя, поэтому имеет в плане форму лотоса.
Поселение входит в список объектов Всемирного наследия ЮНЕСКО вместе с другой традиционной деревней, Яндоном, с 2010 года. 